# Lac Kaiavere
Le lac Kaiavere (en estonien : Kaiavere järv) est un lac dans le comté de Tartu en Estonie.

## Géographie
La superficie du lac est de 247 hectares, sa profondeur maximale est de  5 mètres et sa profondeur moyenne est de  2,8 mètres. 
Le lac est situé à  51 mètres d'altitude.
Il a une longueur de  3 610 mètres, une largeur de 880 metres, et un volume d'eau de 7,019 km3.
La longueur de son rivage est de 8 410 mètres.
La rivière Amme jõgi (et) se jette dans la partie nord-ouest du lac et traverse le lac.
la petite rivière Kõla et plusieurs ruisseaux et fossés secoulent dans le lac. 
L'écoulement du lac s'effectue par la rivière Amme dans le lac Elistvere (et).
Les environs du lac sont relativement bas, principalement des prairies humides. À l'extrémité sud-est se trouve le village de Kaiavere, au nord-ouest de ce dernièr se trouvent le centre piscicole et les étangs de Kaiavere. Les rives du lac sont peu profondes, pour la plupart boueuses. 
Du côté nord-est, la côte est marécageuse, au sud-ouest il y a aussi une ceinture littorale de sable et de gravier. 
Une couche de boue en recouvre le fond du lac.
L'eau du lac est verdâtre à jaune moutarde, relativement peu transparente (1,3-2,4 m).
En tant que lac fermé de la ferme piscicole de Kaiavere, le plan d’eau est assez riche en poissons. De nombreux oiseaux s'arrêtent au lac pour se nourrir ou se nicher.